# Relevantnost
S. C. Bradford prvi se počeo koristiti terminom „relevantan“ na način kako se taj termin danas upotrebljava u informacijskoj znanosti. On je 30-ih i 40-ih godina pisao o člancima relevantnim za temu. S pojavom sustava za pretraživanje 50-ih godina glavna zadaća tih sustava bila je pronalaženje relevantnih informacija. Tako se od početka pravi razlika između raspoloživih i relevantnih informacija. Pojavom informacijskih znanosti relevantnost je postala ključni pojam i glavna tema istraživanja informacijske znanosti.

## Relevantnost – ključni pojaminformacijske znanosti
"Pojavom informacijske znanosti relevantnost postaje bitan pojam za prosudbu informacijske djelatnosti i jedan od važnijih teorijski pojmova za razmjenu obavijesti i razumijevanje komunikacijskih procesa. Naime, predmet i područje informacijske znanosti određeni su problemima razmjene znanja općenito, odnosno razmjenom (za)pisanog znanja posebno. Na teorijskoj razini informacijska se znanost zato bavi proučavanjem ponašanja i učinaka obavijesti kao fenomena, a komunikacije kao procesa; na praktičnoj razini relevantne se informacije uvijek dobivaju uspostavljanjem određenih selektivnih mehanizama u komunikacijskom procesu. U oba slučaja relevantnost je ključni pojam koji intuitivno i u praksi prepoznajemo kao „potrebnu“, „neophodnu“ itd. informaciju, ali koji je na teorijskom planu teže odrediti. "

### Relevantnost u sklopu komunikacijskog procesa
Ipak, pojam relevantnosti možemo shvatiti i na drugačiji način. Relevantnost možemo tumačiti samo u sklopu komunikacijskog procesa. U njemu se informacija prenosi od izvora do odredišta. Između njih postoji dinamična i povratna veza, a osim toga oni mogu mijenjati svoje uloge. Međutim komunikacija se može proučavati kao neovisan procesili kao proces koji ima učinke na druge procese. U tom kontekstu javlja se relevantnost kao mjera djelotvornosti između izvora i odredišta. Pošto je mjera odnos i relevantnost je odnos.

### Relevantnost u sklopu razmjene znanja
"Iako termini informacija i komunikacija u informacijskoj znanosti imaju mnoštvo značenja, ti se nazivi tumače unutar područja razmjene znanja. Zato je razmjena znanja polazna pretpostavka i za proučavanje relevantnosti; pri tome ne možemo zanemariti naredne postavke. 
Znanje je organizirano i strukturirano prema predmetima, prezentirano jezikom, a zapisano (pohranjeno) u/na dokumentima, odnosno literaturi. 
Strukture predmetnog znanja]i predmetne literature nisu iste iako su u određenom odnosu. Isti je slučaj i sa strukturom jezika (odnosno simboličkim sustavima što se koriste za prikaz znanja). 
Struktura znanja, jezika i literature ključni su pojmovi za razumijevanje razmjene znanja. Shematski to možemo prikazati još jednim »trokutom« ili tročlanim odnosom." 

Na odredištu kao i na izvoru dokumenti i predmetno znanje organizirani su na određen način. Zato se razmjena znanja može prikazati kao komunikacija između datoteka na izvorištu i odredištu. Vrste datoteka mogu biti različite: memorije, zbirke knjiga, katalozi itd. Razmjena znanja je djelotvorna kada i ako obavijest koja se prenosi iz jedne datoteke rezultira promjenama u drugoj.  Relevantnost je mjera tih promjena. Relevantnost je uvjetovana elementima koje možemo shematski prikazati na sljedeći način.

"Informacijski sustavi  Arhivirana inačica izvorne stranice od 26. veljače 2012. (Wayback Machine) također su posrednici u razmjeni znanja. Njihova je zadaća da osiguraju, povećaju, zaštite ili prošire sam proces razmjene. Informacijski sustav selekcionira postojeće fondove znanja, predmetnu literaturu (fondove dokumenata ili podataka), osigurava prijenos i diseminaciju obavijesti do odredišta. Međutim informacijski sustavi djeluju i u granicama određene okoline: društvene, tehnologijske, ekonomske itd. Zato se i okolina javlja kao ključni element za procjenu relevantnosti obavijesti. Ništa manje važne nisu ni društvene vrijednosti. Cjelokupni sustav razmjene znanja (i dokumenata) uvjetovan jevrijednostima: etičkim, društvenim, političkim, filozofskim, religijskim, pravnim.
Tako su za razumijevanje i tumačenje pojma relevantnosti ključni sljedeći elementi:
1. predmetno znanje;
2. predmetna literatura;
3. jezična ili simbolična prezentacija;
4. izvor (posebno fondovi);
5. odredište (posebno fondovi);
6. informacijski sustav;
7. okolina;
8. vrijednosti.

Svi navedeni elementi sudjeluju u procesu razmjene znanja; pojam relevantnosti vezan je za uspjeh razmjene znanja u nekom komunikacijskom procesu. Odnosno relevantnost je osnovni pojam za mjeru djelotvornosti razmjene između izvora i odredišta u komunikacijskom procesu."

## Priroda relevantnosti
Termin informacijske znanosti se razvio iz problema informacijske eksplozije. 1950-tih su pioniri informacijskih znanosti razvili sustav povrata informacija i kao cilj naveli povrat relevantnih informacija. Sve do danas se razvijaju razni pristupi u vezi s relevantnošću. Informacija okarakterizirana po relevantnosti je postala ključna nota informacijskih znanosti. Ali relevantnost nije nužno trebala biti ključna. Pri samom razvoju, razmatrala se i nepouzdanost kao baza sustavima za povrat informacija, ali se relevantnost prihvatila. Nepouzdanost i relevantnost razlikuju ekspertne sustave od sustava za povrat informacija. Ključni kriterij je efektivnost u povratu informacija, tj. objekata. Relevantnost je postala glavna tema istraživanja unutar informacijskih znanosti.

1960-tih je relevantnost postala rastuća istraživačka tema u informacijskim znanostima i dosegla je točku gdje se više istražuje relevantnost nego bilo koje drugo područje unutar informacijskih znanosti. Najmanje se istražuje priroda relevantnosti. Već pet desetljeća od kad je relevantnost postala centralni pojam u informacijskim znanostima, četiri okosnice su proizašle iz prirode relevantnosti. Nazivaju se:
1. Sistemska okosnica
2. Komunikacijska okosnica
3. Situacijska okosnica
4. Psihologijska okosnica

Nijedna od tih okosnica nije u potpunosti prihvaćena. Predlaže se i peta, interaktivna okosnica. Isto tako postoje ideje o mnogim drugim okosnicama.

### Sistemska okosnica
Ovo je najranija okosnica, adaptirana za pragmatičnu upotrebu relevantnosti u sustavima za povrat informacija. Taj model predstavlja sustav za povrat informacija kao dvodijelni set elemenata, sistema i korisnika, baziranih na usporedbi ili koji si pristaju. Ukratko, relevantnost se ostvaruje usporedbom, koju računalo šalje povratnom informacijom, feedback. Snaga sistemske okosnice leži u pragmatizmu za sistemske aplikacije i procjenu. Slabost ove okosnice leži u tome što je jednostrana. Ona implicira, ali ne utjelovljuje ništa od korisnikove potražnje, osim istrižavanja.

### Komunikacijskaokosnica
Cilj komunikacijska okosnice je postići izmjenu poruka između izvora i destinacije, s mogućim interferencijama buke, uključujući feedback. Relevantnost je glavni kriterij za uspostavu efektne komunikacije između izvora i destinacije. Snaga ove okosnice je ta da čvrsto pozicionira relevantnost unutar šire komunikacijske okosnice u svoj njenoj odnosnoj kompleksnosti. Slabost leži u svojstvenoj slabosti modela same komunikacije. Ona implicira, ali ne utjelovljuje izvedenost zaključivanjem i interaktivnost komunikacijske izmjene.

### Situacijska okosnica
U ovoj okosnici situacija, socijalni kontekst, multidimenzijalnost, ovisnost o vremenu i dinamika su ključni elementi koji karakteriziraju prirodu relevantnosti i procese gdje se uspostavljaju relevantni odnosi. Snaga ove okosnice je u pozicioniranju relevenatnosti između situacijskog konteksta, prepoznaje i umanjuje subjektivnu prirodu relevantnosti. Pripisuje praktičnu važnost individualaca i njihove dane situacije. Slabost ove okosnice je u tome što ona zaboravlja povezati dinamiku i situaciju u sistemima za povrat informacija, iako se implitivno bavi njima.

### Psihologijskaokosnica
Tijekom godina, nekoliko informacijskih znanstvenika je predložilo da se korisnikčko spoznajno stanje i procesi koriste kao baza za razmatranje relevantnosti kada se suočavaju s informacijama. Razlog razvoja ove okosnice je ograničenost sistemskih okosnica. Psihologijska relevantnost je gledana kao dinamična, uvijek mjenjiva interpretacija informacija potrebna za prezentaciju teksta. Ova okosnica prikazuje realan i težak problem verbalizacije i izražavanja u riječima. Ona prikazuje teškoću takve prezentacije, dajući do znanja da je važnija relevantnost od običnih riječi. Ona često ignorira razlike u situacijama, što nas dovodi do zaključka da informacija mora postojati od loše do dobro definirane informacije.

### Interaktivna okosnica
Sustav povrata informacija je od statičnog procesa evoluirao u visoko interaktivni proces. Interaktivnost je danas obilježje svih pragmatičnih sustava za povrat informacija. Provođena su mnoga istraživanja na području interaktivnosti u sustavima za povrat informacija, no samo dva takva modela se izdvajaju: Igwersenov kognitivni model i Belkinov epizodni model. 
U Igwersenovom kognitivniom modelu, korisnik se ne suočava samo sa sistemom već i s tekstom, što su kognitivne strukture, smatrane kao informacijski prostor. Interaktivni procesi su visoko dinamični i koriste istovremeno više prezentacija. Relevantnost, iako ne direktno spominjana je u ovom modelu strogo uvrštena. Belkinov epizodni model prikazuje interakciju sa sustavom za povrat informacija kao sekvenca epizoda različitih vrsta. Centralni proces je korisnikova interakcija s informacijama. Korisnik se služi s nekoliko interakcija koje ovise o mnogim faktorima, kao što su trenutni zadatak, cilj i namjera. Relevantnost se pojavljuje u nekim, ali ne svim interakcijama.
Prof. Saračević je naveo i treći model, tzv. stratificirani model interakcije sustava za povrat informacija. To je pokušaj prepoznavanja suvremene realnosti u sustavima za povrat informacija. Isto tako, to je pokušaj da se optimizira snaga i razriješe ili minimiziraju slabosti oba sistemski ili korisnički orijentirana pristupa sustavima za povrat informacija i da se stvori nova okosnica za razmatranje prirode relevantnosti u informacijskim znanostima. Ovaj model je razvijen na konceptu studije o interakciji na relaciji čovjek-stroj i stratifikacijskoj teoriji razvijenoj u lingvistici.